# Jean-Christophe Cano
Pour les articles homonymes, voir Cano.
Jean-Christophe Cano, né le 10 octobre 1967 à Denain, est un ancien footballeur français devenu agent de joueurs.

## Biographie
Dans les années 1980 et 1990, Jean-Christophe Cano évolue au poste de défenseur. Il joue 47 matchs en Division 2 avec le Stade rennais, durant les saisons 1988-1989 et 1989-1990. Durant la saison 1989-1990, Jean-Christophe Cano est victime d'une infection au tibia qui l'empêche d'être présent sur le terrain. Il est de retour pour les deux derniers matchs de la saison, et marque le but qui permet à son équipe de renouer avec la D1 l'année suivante,.
Durant l'été 2002, Jean-Christophe Cano s'associe avec Robert Cassone, Michel Toroella et François Mouret pour racheter l'OGC Nice, un club dont il sera copropriétaire pour seulement 3 mois, de mars à mai 2002,. C'est en 2002 qu'il commence son activité d'agent de joueurs de football, gérant notamment des joueurs comme André-Pierre Gignac ou Paul-Georges Ntep,.

## Palmarès
- Vice-Champion de France de D2 : 1990